# PZL–104 Wilga
A PZL–104 Wilga (magyarul sárgarigó) lengyel többcélú könnyű repülőgép, amelyet a varsói WSK-Okęcie repülőgépgyár gyártott az 1960-as évek elejétől a 2000-es évekig. 1962 áprilisában repült először. Kb. ezer darab készült belőle. A típus elterjedt volt a sportrepülésben, nagy számban alkalmazták vitorlázórepülőgép-vontatásra. Az utódjának szánt PZL–105 Flaming sorozatgyártására már nem került sor.

## Típusváltozatok
Wilga 1
Wilga 2
Wilga 3